# Eivor
Eivor ist ein nordischer weiblicher Vorname.

## Entstehung
Der Name entstammt dem finno-ugrischen Sprachkreis und den altnordischen Wörtern „auja“, das „Schatz“ oder „Geschenk“ bedeutet und dem proto-nordischen Wort „warjaR“, das „Verteidigung“ bedeutet. Die altnordische Form des Namens war Eyvǫr. Der Name ist am weitesten verbreitet in Norwegen, und ein wenig auch in anderen nordischen Regionen, bspw. den Färöerinseln. Abweichende Schreibweisen existieren als: Eivør, Eyvor, Øivor, Øyvor, Eivör, Eyvør und Eyvör.

## Bekannte Namensträgerinnen
- Eivor Olson (1922–2016), schwedische Kugelstoßerin und Speerwerferin
- Eivor Alm (1924–2011), schwedische Skilangläuferin
- Eivør Pálsdóttir (* 1983), färöische Sängerin und Komponistin